# HD 89993
HD 89993 är en gul jätte. Den är belägen i Lilla lejonets stjärnbild..
Stjärnan har visuell magnitud +6,37 och är nätt och jämnt synlig för blotta ögat vid mycket god seeing.